# Criollo indo-portugués
Los criollos indo-portugueses son las varias lenguas criollas de la India y Sri Lanka, que tienen una considerable influencia del idioma portugués en la gramática o el léxico. Se originaron en las antiguas colonias de Portugal en la región. Ethnologue reporta unos 5000 hablantes hacia el año 2006.
Los criollos son:
- Criollo portugués de Sri Lanka
- Criollo portugués de Diu
- Criollo portugués de Damán
- Criollo portugués de Korlai
- Criollo portugués de Cochín
- Criollo portugués de Kannur